# Saint-Restitut
Saint-Restitut est une commune française située dans le département de la Drôme en région Auvergne-Rhône-Alpes.

## Géographie

### Localisation
La commune de Saint-Restitut est située à 2 km de Saint-Paul-Trois-Châteaux.

### Relief et géologie
Le belvédère, situé à 3 km du village, offre une vue plongeante sur la plaine du Tricastin et Pierrelatte. Au nord, se dessine le défilé de Donzère.
Le plateau calcaire de Saint-Restitut est formé d'une roche tendre qui durcit à l'air et qui s'est formée il y a 25 millions d'années.

La carrière a été exploitée de l'Antiquité jusqu'en 1914[réf. nécessaire].

### Climat
Pour des articles plus généraux, voir Climat d'Auvergne-Rhône-Alpes et Climat de la Drôme.
En 2010, le climat de la commune est de type climat méditerranéen franc, selon une étude du Centre national de la recherche scientifique s'appuyant sur une série de données couvrant la période 1971-2000. En 2020, Météo-France publie une typologie des climats de la France métropolitaine dans laquelle la commune est exposée à un climat méditerranéen et est dans la région climatique  Provence, Languedoc-Roussillon, caractérisée par une pluviométrie faible en été, un très bon ensoleillement (2 600 h/an), un été chaud (21,5 °C), un air très sec en été, sec en toutes saisons, des vents forts (fréquence de 40 à 50 % de vents > 5 m/s) et peu de brouillards. 
Pour la période 1971-2000, la température annuelle moyenne est de 13,1 °C, avec une amplitude thermique annuelle de 17,4 °C. Le cumul annuel moyen de précipitations est de 851 mm, avec 5,9 jours de précipitations en janvier et 3,6 jours en juillet. Pour la période 1991-2020, la température moyenne annuelle observée sur la station météorologique de Météo-France la plus proche, « Pierrelatte », sur la commune de Pierrelatte à 9 km à vol d'oiseau, est de 14,4 °C et le cumul annuel moyen de précipitations est de 795,2 mm,. Pour l'avenir, les paramètres climatiques de la commune estimés pour 2050 selon différents scénarios d'émission de gaz à effet de serre sont consultables sur un site dédié publié par Météo-France en novembre 2022.

## Urbanisme

### Typologie
Au 1er janvier 2024, Saint-Restitut est catégorisée petite ville, selon la nouvelle grille communale de densité à 7 niveaux définie par l'Insee en 2022.
Elle appartient à l'unité urbaine de Saint-Paul-Trois-Châteaux, une agglomération intra-départementale dont elle est une commune de la banlieue,. Par ailleurs la commune fait partie de l'aire d'attraction de Pierrelatte, dont elle est une commune de la couronne,. Cette aire, qui regroupe 17 communes, est catégorisée dans les aires de moins de 50 000 habitants,.

### Occupation des sols
L'occupation des sols de la commune, telle qu'elle ressort de la base de données européenne d’occupation biophysique des sols Corine Land Cover (CLC), est marquée par l'importance des territoires agricoles (45,8 % en 2018), en diminution par rapport à 1990 (57 %). La répartition détaillée en 2018 est la suivante : 
forêts (36,9 %), terres arables (23,6 %), zones agricoles hétérogènes (12,5 %), zones urbanisées (11,9 %), cultures permanentes (9,7 %), milieux à végétation arbustive et/ou herbacée (5,4 %). L'évolution de l’occupation des sols de la commune et de ses infrastructures peut être observée sur les différentes représentations cartographiques du territoire : la carte de Cassini (XVIIIe siècle), la carte d'état-major (1820-1866) et les cartes ou photos aériennes de l'IGN pour la période actuelle (1950 à aujourd'hui).

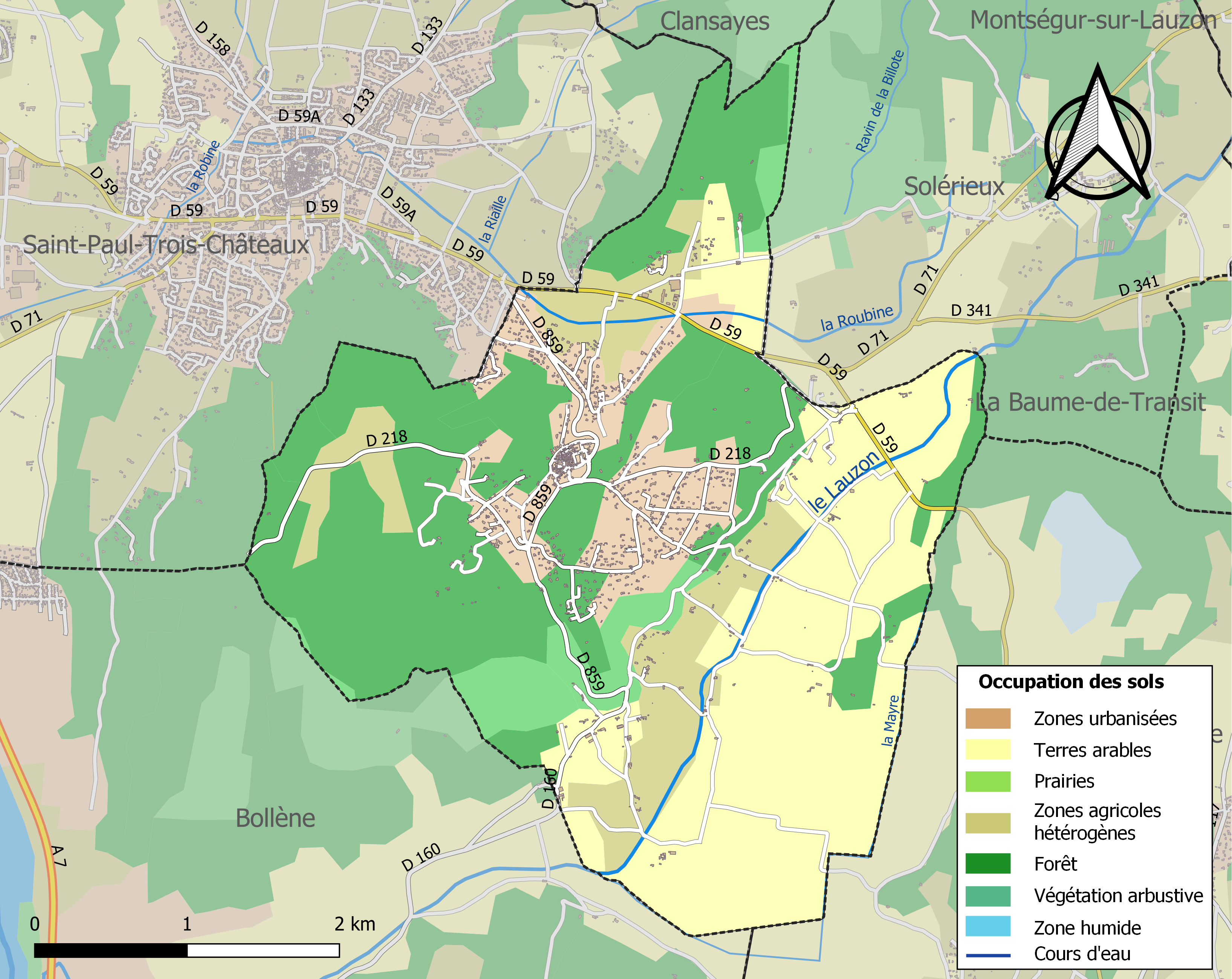
Carte des infrastructures et de l'occupation des sols de la commune en 2018 (CLC).

### Morphologie urbaine
Village perché.

## Toponymie
Le nom de la commune en provençal est Sant Restitut.

### Attestations
Dictionnaire topographique du département de la Drôme :
- 1360 : mention de la paroisse : ecclesia Sancti Restituti (cartulaire de Saint-Paul-Trois-Châteaux).
- 1408 : villa Sancti Restituti (cartulaire de Saint-Paul-Trois-Châteaux).
- 1409 : locus Sancti Restituti (Gall. christ., I, 123).
- 1460 : Sainct Restitui (Gall. christ., I, 123).
- 1505 : territorium Sancti Restituti et Sanctus Restitutus Tricastinensis diocesis (archives de la Drôme, E 2453).
- 1575 : Saint Restituy (Lacroix, L'arrondissement de Montélimar, III, 324).
- 1579 : Sainct Restetuy (archives de la Drôme, E 2454).
- 1793 : Restitut la Montagne [appellation révolutionnaire].
- 1891 : Saint-Restitut, commune du canton de Saint-Paul-Trois-Châteaux.

## Histoire
Pour un article plus général, voir Histoire de la Drôme.

### Protohistoire
- L'oppidum de Serre-Ronzier[13].
- L'oppidum du Travers[13].
- Un chemin taillé dans le roc aux Plaines[13].

### Antiquité: les Gallo-romains
- Une carrière a été exploitée dès l'Antiquité[réf. nécessaire].
- Une nécropole paléo-chrétienne[13].

### Du Moyen Âge à la Révolution
La seigneurie : la terre relève en fief des évêques de Saint-Paul-Trois-Châteaux.
En 1242, par ordre de Laurens, évêque de Saint-Paul-Trois-Châteaux, Giraud de Clermont édifie le sépulcre de saint Restitut.
Au XVe siècle, le dauphin Louis, futur roi Louis XI (1423-1483) effectue un pèlerinage vers Saint-Restitut.
Avant 1790, Saint-Restitut était une communauté de l'élection de Montélimar, de la subdélégation et du bailliage de Saint-Paul-Trois-Châteaux.

Elle formait une paroisse du diocèse de Saint-Paul-Trois-Châteaux, dont les dîmes appartenaient à l'évêque diocésain qui était également seigneur temporel de Saint-Restitut.

### De la Révolution à nos jours
En 1790, la commune est comprise dans le canton de Suze-la- Rousse et ensuite dans celui de la Baume-de-Transit. La réorganisation de l'an VIII (1799-1800) la place dans le canton de Saint-Paul-Trois-Châteaux.

## Politique et administration

### Liste des maires
| Période                                  | Période                       | Identité                             | Étiquette | Qualité       |
| ---------------------------------------- | ----------------------------- | ------------------------------------ | --------- | ------------- |
| Les données manquantes sont à compléter. |                               |                                      |           |               |
| 1871                                     |                               | ?                                    |           |               |
| 1874                                     |                               | ?                                    |           |               |
| 1878                                     |                               | ?                                    |           |               |
| 1884                                     |                               | ?                                    |           |               |
| 1888                                     |                               | ?                                    |           |               |
| 1892                                     |                               | ?                                    |           |               |
| 1896                                     |                               | ?                                    |           |               |
| 1900                                     |                               | ?                                    |           |               |
| 1904                                     |                               | ?                                    |           |               |
| 1908                                     |                               | ?                                    |           |               |
| 1912                                     |                               | ?                                    |           |               |
| 1919                                     |                               | ?                                    |           |               |
| 1925                                     |                               | ?                                    |           |               |
| 1929                                     |                               | ?                                    |           |               |
| 1935                                     |                               | ?                                    |           |               |
| 1945                                     |                               | ?                                    |           |               |
| 1947                                     |                               | ?                                    |           |               |
| 1953                                     |                               | ?                                    |           |               |
| 1959                                     |                               | ?                                    |           |               |
| 1965                                     |                               | ?                                    |           |               |
| 1971                                     |                               | ?                                    |           |               |
| 1977                                     |                               | ?                                    |           |               |
| 1983                                     |                               | ?                                    |           |               |
| 1989                                     |                               | ?                                    |           |               |
| 1994 (statut ?)                          | 2001                          | Maurice Reboul                       | SE        |               |
| 1995                                     |                               | Maurice Reboul                       |           | maire sortant |
| 2001                                     |                               | Yves Armand                          | DVG       | retraité      |
| 2008                                     |                               | Yves Armand                          |           | maire sortant |
| 2014                                     |                               | Yves Armand                          |           | maire sortant |
| 2020                                     | En cours (au 1 décembre 2020) | Christine Forot[source insuffisante] |           |               |

## Population et société

### Démographie
L'évolution du nombre d'habitants est connue à travers les recensements de la population effectués dans la commune depuis 1793. Pour les communes de moins de 10 000 habitants, une enquête de recensement portant sur toute la population est réalisée tous les cinq ans, les populations de référence des années intermédiaires étant quant à elles estimées par interpolation ou extrapolation. Pour la commune, le premier recensement exhaustif entrant dans le cadre du nouveau dispositif a été réalisé en 2008.

En 2022, la commune comptait 1 450 habitants, en évolution de +5,61 % par rapport à 2016 (Drôme : +2,64 %, France hors Mayotte : +2,11 %).
| 1793 | 1800 | 1806 | 1821 | 1831 | 1836 | 1841 | 1846 | 1851 |
| ---- | ---- | ---- | ---- | ---- | ---- | ---- | ---- | ---- |
| 310  | 675  | 718  | 793  | 887  | 897  | 953  | 972  | 947  |

| 1856 | 1861  | 1866  | 1872 | 1876 | 1881 | 1886 | 1891 | 1896 |
| ---- | ----- | ----- | ---- | ---- | ---- | ---- | ---- | ---- |
| 941  | 1 012 | 1 033 | 983  | 946  | 976  | 979  | 867  | 848  |

| 1901 | 1906 | 1911 | 1921 | 1926 | 1931 | 1936 | 1946 | 1954 |
| ---- | ---- | ---- | ---- | ---- | ---- | ---- | ---- | ---- |
| 776  | 773  | 651  | 547  | 493  | 441  | 407  | 430  | 439  |

| 1962 | 1968 | 1975 | 1982 | 1990 | 1999  | 2006  | 2008  | 2013  |
| ---- | ---- | ---- | ---- | ---- | ----- | ----- | ----- | ----- |
| 441  | 453  | 492  | 630  | 947  | 1 243 | 1 347 | 1 379 | 1 362 |

| 2018  | 2022  | - | - | - | - | - | - | - |
| ----- | ----- | - | - | - | - | - | - | - |
| 1 401 | 1 450 | - | - | - | - | - | - | - |

### Services et équipements
- Point Poste[réf. nécessaire].

### Enseignement
La commune relève de l'académie de Grenoble.
- École maternelle et primaire[réf. nécessaire].

### Manifestations culturelles et festivités
- Fête patronale : l'avant-dernier dimanche d'août.

### Médias
Le territoire de la commune se situe dans l'aire de diffusion de plusieurs médias :
- Presse écrite
  - Le Dauphiné libéré, quotidien régional qui consacre, chaque jour, y compris le dimanche, dans son édition de Nyons un ou plusieurs articles à l'actualité du canton et de la commune, ainsi que des informations sur les éventuelles manifestations locales, les travaux routiers, et autres événements divers à caractère local.
  - L'Agriculture Drômoise, journal d'informations agricoles et rurales, couvre l'ensemble du département de la Drôme.
  - Drôme Hebdo (ancien Peuple Libre), hebdomadaire chrétien d'informations.
- Presse audio-visuelle
  - Ici Drôme Ardèche est la radio publique diffusée sur son territoire ainsi que sur tout le territoire du département.

## Économie

### Agriculture
En 1992 : céréales, vignes (vins AOC Coteaux du Tricatin, lavande, truffes, ovins).

### Industrie
- La commune possède d'anciennes carrières[13].
- Carrière st restitut

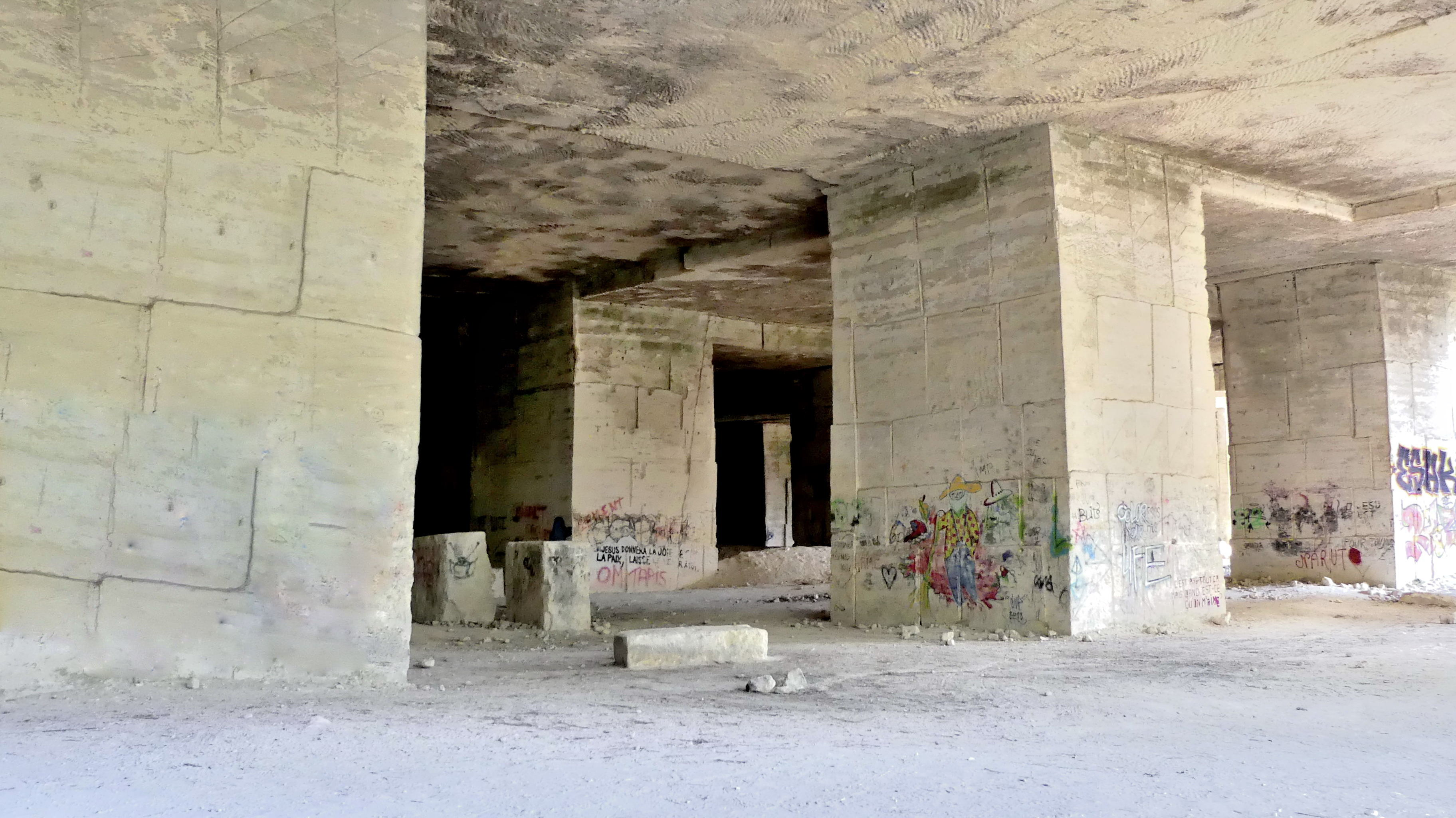
Carrière st restitut

- La société DESCOMBES-PRECIMECA est spécialisée dans la fabrication de machines-outils depuis 1971 (cisailles, presses plieuses hydrauliques ou à commande numérique).

## Culture locale et patrimoine

### Lieux et monuments
- Restes de remparts[13].

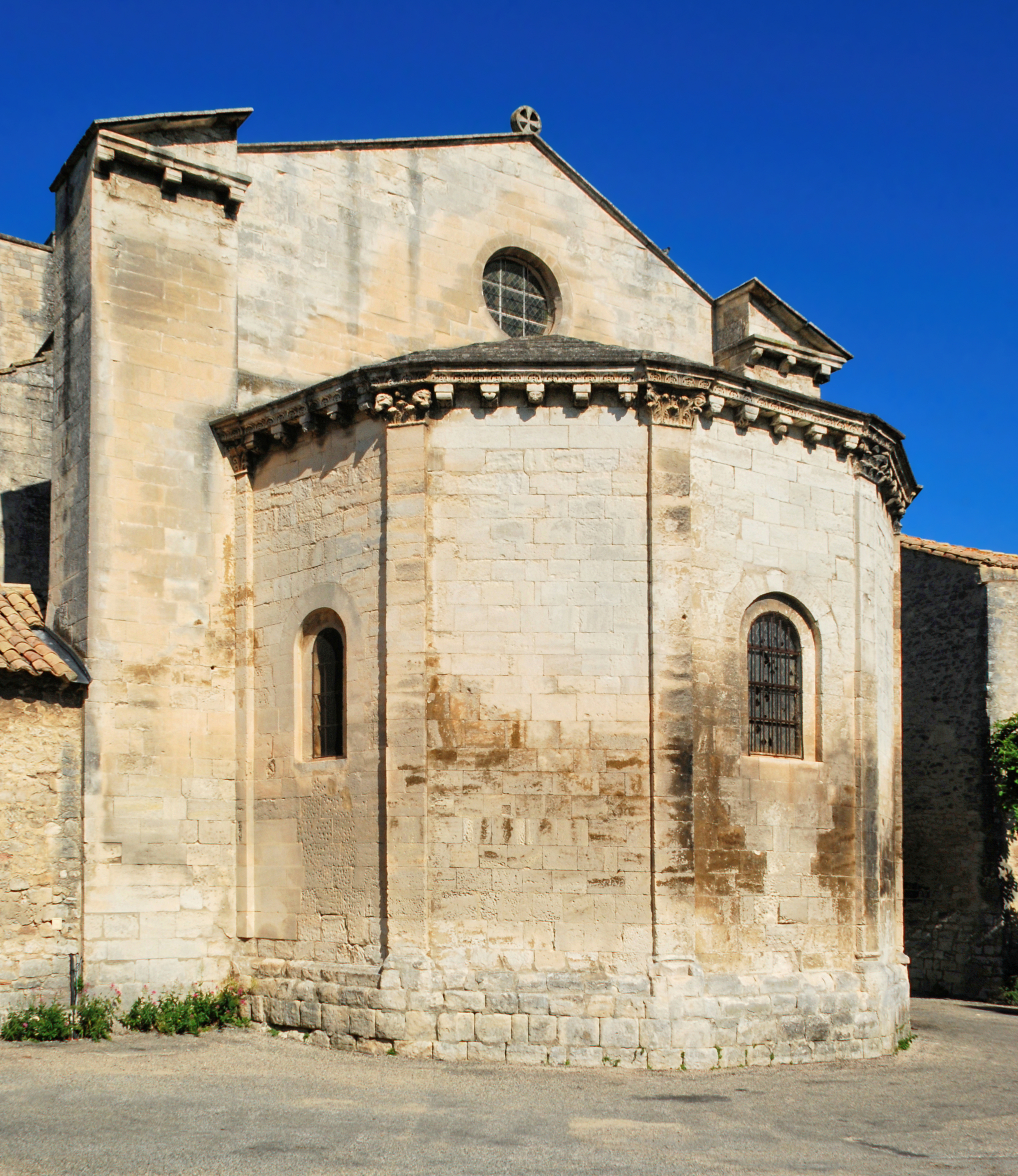
Chevet de l'église Saint-Restitut.

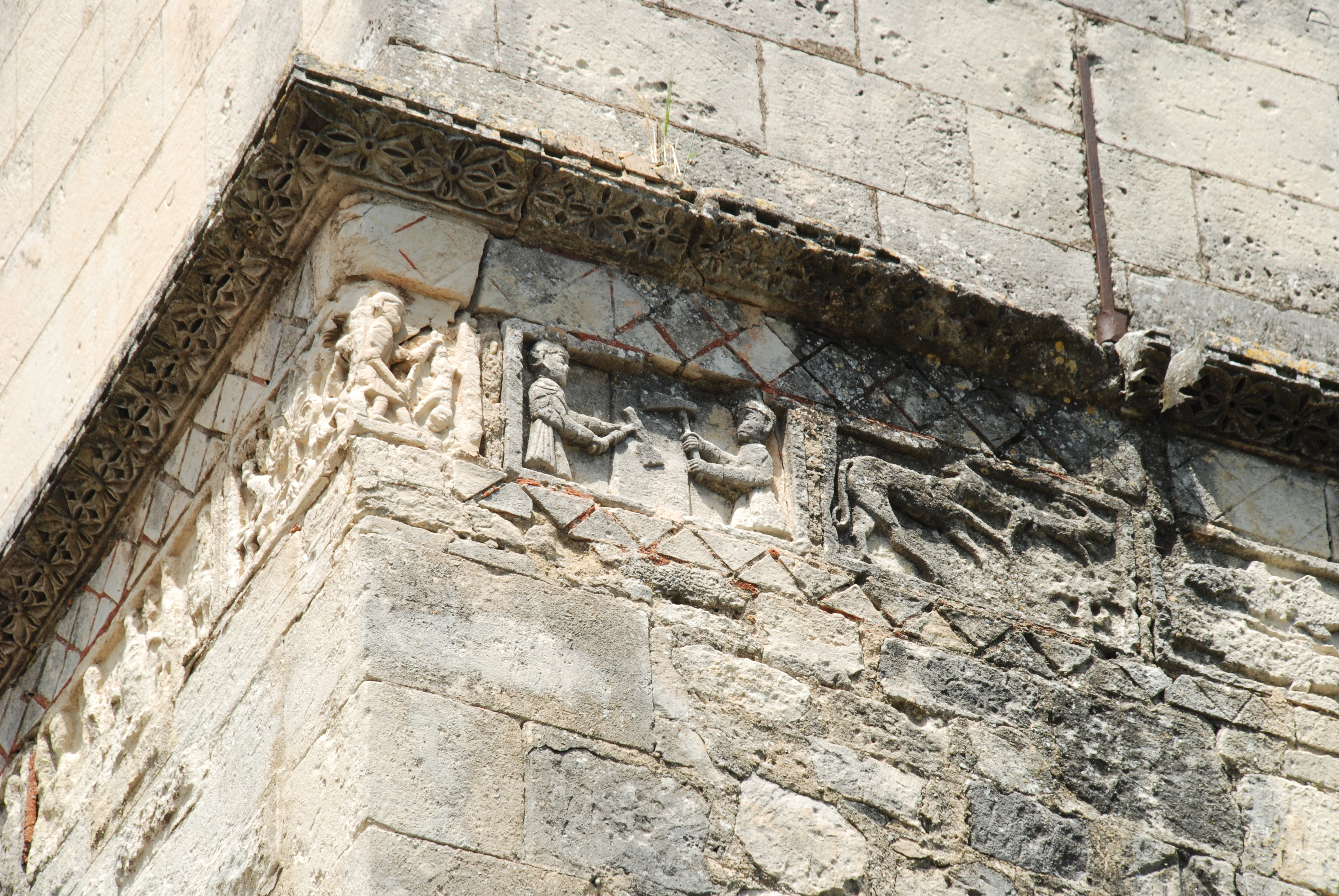
Frise de la tour funéraire.

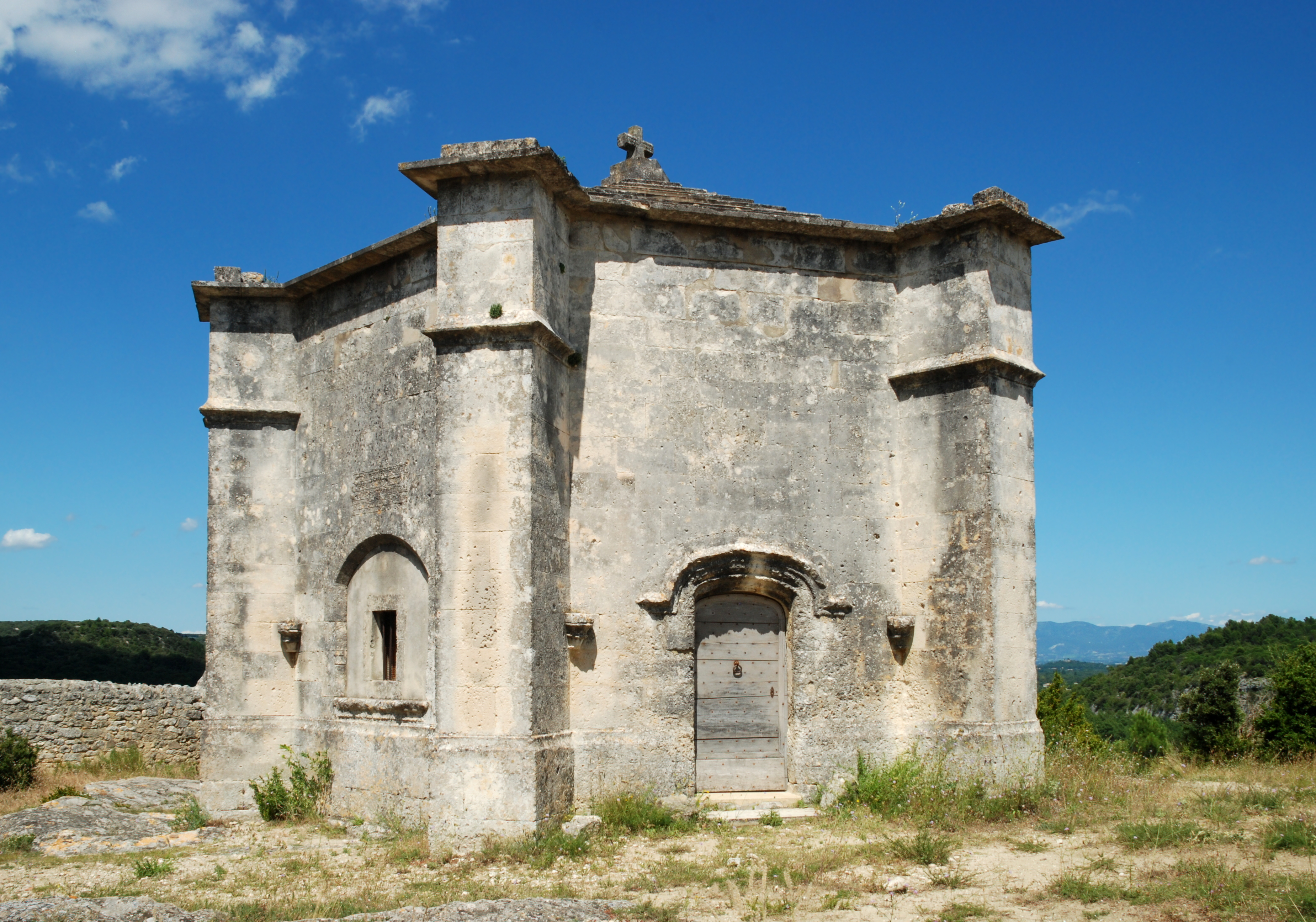
Chapelle du Saint-Sépulcre.

- Église Saint-Restitut (XIIe siècle) : porte au décor antique, iconographie fantastique (classé Monument historique)[13].
- Tour funéraire de Saint-Restitut (XIe siècle : tombeau de saint Restitut[13].
- Chapelle du Saint-Sépulcre de Saint-Restitut, hexagonale (XVIe siècle) : on y trouve des marques de tacherons[13].
- La Fontaine des Aveugles est un lieu sacré situé dans une crypte[13].
- Maison Renaissance à tourelle (MH)[13].

Au lieu-dit Saint-Maurice : ruines d'une chapelle romane du XIIe siècle.

### Patrimoine culturel
- Le Musée du Vigneron[13].
- Association : Les Amis du Tricastin[13].
- Centre culturel et artisanal : expositions[13].
- Centre d'art contemporain de Saint-Restitut[23] : dédié à l’origine à la présentation de dessins de sculpteurs, le centre est installé dans l'ancienne cure du village. Depuis 2001, il accueille des expositions d'art contemporain et de photojournalisme.

Les artistes Eugène Dodeigne, Bernard Pagès, Daniel Dezeuze, François Righi, Alain Kirili, Françoise Vergier, Emmanuel Saulnier, Marc-Couturier, Julije Knifer, Pierre Buraglio, Raoul Marek, Erik Dietman, Jean-Michel Alberola, Jean-Marc Cerino, Jacques Vieille, ChantalPetit, Olivier Mosset, Roger Blachon, Philippe Cognée, Yazid Oulab, Carole Benzaken, Jean Daviot, François Arnal, Sylvie Blocher, Andrew Huston, Elfi Exertier, Eric Dalbis, Catherine Melin, Bruno Albizzati, Isabelle Lévénez, Christian Lhopital, Claude Rutault, Daniel Humair, Nicolas Daubanes, Jean-Philippe Roubaud y ont eu une exposition personnelle.
Les photojournalistes Pascal Convert, Jérôme Delay, Hocine Zaourar, Alain Kaiser, Matthias Bruggman, Bénédicte Kurzen, Noël Quidu, Anthony Suau, Stanley Greene, Marie-Laure De Decker, Alexandra Boulat, Patrick Chauvel, Laurent Van Der Stockt, Edouard Elias, Corentin Fohlen, Capucine Granier-Deferre, Cyril Marcilhacy, Sébastien Van Malleghem ont présenté leur travail de photojournalisme au CAC de Saint-Restitut.

### Personnalités liées à la commune
- Louis XI de France (1423-1483) : en qualité de dauphin de France, il visita le tombeau de saint Restitut[24].
- Paul Vaugien (1914-1985) : vétérinaire et écrivain français. Il a résidé et est décédé à Saint-Restitut.

### Héraldique, logotype et devise
|  | Saint-Restitut possède des armoiries dont l'origine et le blasonnement exact ne sont pas disponibles. |